# Cody Beach
Pour les articles homonymes, voir Beach.
Cody Beach (né le 8 août 1992 à Nanaimo en Colombie-Britannique) est un joueur professionnel et arbitre canadien de hockey sur glace. Il évolue à la position d'ailier droit dans les rangs seniors entre 2012 et 2018. Son frère Kyle est également un joueur professionnel de hockey sur glace.

## Biographie
Natif de Nanaimo, Beach grandit à Kelowna où son père travaille pour la ville et sa mère pour la commission scolaire locale. Il commence sa carrière junior avec les Hitmen de Calgary après avoir été sélectionné au 58e rang par l'équipe en 2007. Ensuite, il passe aux Warriors de Moose Jaw. Lors du repêchage d'entrée dans la LNH 2010, il est sélectionné par les Blues de Saint-Louis au cinquième tour. Un joueur utilisant s'appuyant fortement sur son physique imposant, il devient un favori des fans à Moose Jaw. En 2012, il est un des trois joueurs de l'équipe à devenir professionnel avec Quinton Howden et Dylan McIlrath,.
Beach fait des aller-retours entre la LAH et l'ECHL pendant quelques années avant de prendre sa retraite professionnel en 2016 dû à un nombre élevé de commotion cérébrale. Il devient par la suite arbitre, d'abord dans la LHOu avant d'être appeler à arbitre la LAH durant la saison 2021-2022. En avril 2022, il arbitre son premier match de la LNH alors que les Devils affrontent les Coyotes. Il devient alors le second arbitre ayant grandit dans l'Okanagan à arbitrer un match de la ligue après Steve Kozari.

## Statistiques
| Saison    | Équipe                        | Ligue     |    | Saison régulière | Saison régulière | Saison régulière | Saison régulière | Saison régulière |   | Séries éliminatoires | Séries éliminatoires | Séries éliminatoires | Séries éliminatoires | Séries éliminatoires |
| Saison    | Équipe                        | Ligue     | PJ | B                | A                | Pts              | Pun              | PJ               | B | A                    | Pts                  | Pun                  |                      |                      |
| 2006-2007 | Rockets U15 A1 de Kelowna     | U15 A1    | 31 | 19               | 32               | 51               | 96               | -                | - | -                    | -                    | -                    |                      |                      |
| 2007-2008 | Rockets U18 AAA de l'Okanagan | BCEHL U18 | 37 | 8                | 17               | 25               | 68               | 6                | 1 | 3                    | 4                    | 16                   |                      |                      |
| 2008-2009 | Rockets U18 AAA de l'Okanagan | BCEHL U18 | 23 | 10               | 13               | 23               | 58               | 2                | 1 | 0                    | 1                    | 2                    |                      |                      |
| 2008-2009 | Hitmen de Calgary             | LHOu      | 3  | 0                | 0                | 0                | 2                | -                | - | -                    | -                    | -                    |                      |                      |
| 2009-2010 | Hitmen de Calgary             | LHOu      | 51 | 3                | 11               | 14               | 157              | 19               | 1 | 7                    | 8                    | 34                   |                      |                      |
| 2010-2011 | Hitmen de Calgary             | LHOu      | 17 | 5                | 10               | 15               | 73               | -                | - | -                    | -                    | -                    |                      |                      |
| 2010-2011 | Warriors de Moose Jaw         | LHOu      | 40 | 6                | 28               | 34               | 163              | -                | - | -                    | -                    | -                    |                      |                      |
| 2011-2012 | Warriors de Moose Jaw         | LHOu      | 58 | 15               | 41               | 56               | 229              | 13               | 4 | 6                    | 10                   | 29                   |                      |                      |
| 2012-2013 | Rivermen de Peoria            | LAH       | 23 | 2                | 5                | 7                | 71               | -                | - | -                    | -                    | -                    |                      |                      |
| 2012-2013 | IceMen d'Evansville           | ECHL      | 24 | 2                | 7                | 9                | 81               | -                | - | -                    | -                    | -                    |                      |                      |
| 2013-2014 | Wolves de Chicago             | LAH       | 34 | 5                | 6                | 11               | 109              | -                | - | -                    | -                    | -                    |                      |                      |
| 2013-2014 | Wings de Kalamazoo            | ECHL      | 7  | 2                | 1                | 3                | 14               | -                | - | -                    | -                    | -                    |                      |                      |
| 2014-2015 | Wolves de Chicago             | LAH       | 41 | 2                | 7                | 9                | 210              | 4                | 0 | 0                    | 0                    | 6                    |                      |                      |
| 2014-2015 | Aces de l'Alaska              | ECHL      | 6  | 0                | 0                | 0                | 26               | -                | - | -                    | -                    | -                    |                      |                      |
| 2015-2016 | Wolves de Chicago             | LAH       | 25 | 2                | 2                | 4                | 105              | -                | - | -                    | -                    | -                    |                      |                      |
| 2015-2016 | Mallards de Quad City         | ECHL      | 2  | 0                | 0                | 0                | 11               | -                | - | -                    | -                    | -                    |                      |                      |
| 2017-2018 | Red Wings de Rosetown         | ACHW      | 6  | 2                | 4                | 6                | 41               | -                | - | -                    | -                    | -                    |                      |                      |

## Vie personnelle
Le frère de Beach, Kyle, est également joueur de hockey sur glace. Un ancien choix de premier tour dont la carrière est déraillé par des abus sexuels de la part d'un de ses entraîneurs. Sa femme se nomme Keshia et ils ont deux filles: Olivia et London.